# Métro (film, 1950)
Pour plus de détails, voir Fiche technique et Distribution.
Métro est un court métrage documentaire français réalisé par Roger Leenhardt, sorti en 1950.

## Synopsis
La construction du métro parisien, évoquée à l'aide d'images d'archives, et la place que ce moyen de transport occupe dans la vie quotidienne de la population de la capitale.

## Fiche technique
- Titre : Métro
- Réalisateur : Roger Leenhardt
- Scénario : Jean-Pierre Vivet
- Photographie : André Thomas
- Musique : Charles Alleaume
- Montage : Roland Laville
- Production :  Les Films du Compas
- Pays d'origine :  France
- Genre : Documentaire
- Durée : 23 min
- Date de sortie : 1950